# わし座デルタ星
わし座δ星は、わし座の恒星で3等星。
過去にはアンティノウス座に使用されたり、この星とη星とθ星の3星をアラブ人が「Al Mizan」と呼んだ天秤とされた事もあった。

## 特徴
この星は、巨星への進化をはじめたところである。
連星の可能性が示唆されたが、たて座δ型変光星との見方もある。